# Sydney International 2016
Die Sydney International 2016 im Badminton fanden vom 14. bis zum 17. September 2016 in Sydney statt. 

## Sieger und Platzierte
| Disziplin    | Gold                        | Silber                       | Bronze                       |
| ------------ | --------------------------- | ---------------------------- | ---------------------------- |
| Herreneinzel | Lu Chia-hung                | Chen Chun-wei                | Ting Chen-chi                |
| Herreneinzel | Lu Chia-hung                | Chen Chun-wei                | Gao Xiangfu                  |
| Dameneinzel  | Shiori Saito                | Xu Wei                       | Hsu Wen-chi                  |
| Dameneinzel  | Shiori Saito                | Xu Wei                       | Chasinee Korepap             |
| Herrendoppel | Lee Fang-chih Lee Fang-jen  | Jung Young-keun Lee Jae-woo  | Kim Dong-hun Lee Soon-chul   |
| Herrendoppel | Lee Fang-chih Lee Fang-jen  | Jung Young-keun Lee Jae-woo  | Wu Yehao Yuan Ao             |
| Damendoppel  | Yuho Imai Haruka Yonemoto   | Erina Honda Nozomi Shimizu   | Chan Hee-kang Lee Ji-hye     |
| Damendoppel  | Yuho Imai Haruka Yonemoto   | Erina Honda Nozomi Shimizu   | Hsieh Pei-shan Lee Chih-chen |
| Mixed        | Yang Ming-tse Lee Chia-hsin | Jung Young-keun Kim Na-young | Choi Seung-il Chan Hee-kang  |
| Mixed        | Yang Ming-tse Lee Chia-hsin | Jung Young-keun Kim Na-young | Lee Fang-chih Sung Shuo-yun  |